# Lucasfilm
Lucasfilm je americká filmová produkční společnost, kterou založil George Lucas v roce 1971, a která sídlí v kalifornském San Francisku. V současné době patří pod mediální konglomerát The Walt Disney Company, který ji koupil v roce 2012.
Společnost je známá zejména díky vytvoření filmové série Star Wars, avšak pyšnit se může i dalšími kasovními trháky, jako třeba Indiana Jones či Americké grafitti. V současné době je Lucasfilm jedním z předních průkopníků nových filmových postupů, zejména v oblasti speciálních efektů, zvuku či animace. Díky tomu mohou její služby využívat i jiná studia pro produkci vlastních filmů. Kvůli vzrůstajícím rozpočtům se společnost nyní zabývá především televizní tvorbou, spíše než filmem.[zdroj⁠?!]